# Jake Nava
Jake Nava est un réalisateur de clips vidéos, de publicités et de longs-métrages anglais. Il a grandi à Hackney dans la région du Grand Londres au Royaume-Uni et il a été à l'université de Westminster avant d'aller aux États-Unis.
Nava a travaillé avec diverses artistes comme Beyoncé, Destiny's Child, Britney Spears, Shakira, Utada, Usher, Lindsay Lohan, Pink, Robbie Williams, George Michael, System of a Down, Mariah Carey, Leona Lewis, James Blunt, Mis-Teeq, The Rolling Stones, Brandy, Enrique Iglesias, Ciara, Atomic Kitten, Dido, Natalie Imbruglia, Kylie Minogue. Il est également un membre votant de la NARAS qui attribue les Grammy Awards.
Nava a aussi réalisé des publicités pour de nombreuses entreprises comme HSBC, Revlon, Armani, Rimmel, Puma, Clinique, L'Oreal, Schwarzkopf et beaucoup plus encore. Beaucoup de ces publicités incluent des apparitions de Beyoncé, Kate Moss, Jessica Alba, Halle Berry, et Maria Sharapova.
Nava est nommé pour des prix avec notamment un MOBO Award pour la meilleure vidéo, un MTV Video Music Award pour le meilleur réalisateur, ainsi qu'un BET award. Nava gagne également une distinction de la MVPA pour son clip vidéo de 2003 pour Crazy in Love de Beyoncé dans la catégorie de la meilleure vidéo R'n'B,.
Il a reçu plusieurs distinctions pour ses clips vidéo. Par exemple, le magazine musical Rolling Stone a nommé son clip vidéo pour My Prerogative de Britney Spears, le meilleur clip vidéo de 2004. Également, plusieurs de ses clips vidéos dont Single Ladies (Put a Ring on It) et Crazy in Love de Beyoncé  sont arrivés à la première place des clips vidéos les plus téléchargés sur iTunes.

## Filmographie
- 2006 : Destiny's Child: A Family Affair (Apparition)
- 2010 : Vandals (Réalisateur)[6]

## Vidéographie
1994
- Lulu — Goodbye Baby and Amen

1995
- Mark Morrison — Crazy (Remix)

1996
- Mark Morrison — Return of the Mack
- Mark Morrison — Horny

1997
- Shola Ama — You're The One I Love
- Shola Ama — You Might Need Somebody
- Bee Gees — Still Waters (Run Deep)

1998
- 911 — All I Want is You

1999
- Shola Ama — Still Believe
- Beverley Knight — Greatest Day
- Beverley Knight — Made It Back 99
- Urban Species avec Imogen Heap — Blanket
- Lo Fidelity Allstars avec Pigeonhed — Battle Flag
- Me One — Old Fashioned

2000
- Tina Turner — Whatever You Need
- Spice Girls — Holler
- True Steppers avec Dane Bowers et Victoria Beckham — Out of Your Mind
- Jamelia — Call Me
- Glamma Kid — Bills 2 Pay

2001
- Victoria Beckham — Not Such an Innocent Girl
- Blue — Too Close
- Roni Size — Dirty Beats
- Dane Bowers — Shut Up and Forget About It

2002
- Ms. Dynamite — It Takes More
- The Cranberries — Stars
- Atomic Kitten — The Tide Is High (Get The Feeling)
- Atomic Kitten — It's OK!
- Atomic Kitten — The Last Goodbye
- Atomic Kitten — Be with You
- Mis-Teeq — B with Me
- Holly Valance — Naughty Girl
- The Cranberries — Stars

2003
- Holly Valance — State of Mind
- Kelis — Milkshake
- Beyoncé avec Jay-Z — Crazy in Love
- Beyoncé avec Sean Paul — Baby Boy
- Audio Bullys — Way Too Long
- Blaque (Avec des apparitions de Missy Elliott et Jessica Alba)— I'm Good
- Ms. Dynamite — Dy-na-mi-tee (Swizz Beatz Remix)
- 112 avec Super Cat — Na Na Na Na
- Nodesha — Get It While It's Hot
- Nodesha — That's Crazy
- Des'ree — It's OK
- Mis-Teeq — Scandalous
- Mis-Teeq — Can't Get It Back
- Big Brovaz — OK
- Lisa Maffia — All Over

2004
- Lindsay Lohan — Rumors
- Kylie Minogue — Red Blooded Woman
- Britney Spears — My Prerogative
- Usher — Burn
- Beyoncé — Naughty Girl
- Hikaru Utada — Easy Breezy
- Brandy — Who Is She 2 U
- Skye Sweetnam — Tangled Up in Me
- Natasha Bedingfield — Single
- Dido — Don't Leave Home
- Enrique Iglesias avec Kelis — Not in Love
- Mis-Teeq — One Night Stand (Version américaine)

2005
- The Rolling Stones — Streets of Love
- Destiny's Child — Cater 2 U
- Natalie Imbruglia — Shiver
- Mariah Carey avec Jermaine Dupri — Get Your Number
- Mariah Carey — Shake It Off
- Lindsay Lohan — First
- System of a Down — B.Y.O.B.
- Rooster — You're So Right for Me
- Lindsay Lohan — Over

2006
- Robbie Williams — Lovelight
- George Michael — An Easier Affair
- Pink — Nobody Knows
- Paul Oakenfold avec Brittany Murphy — Faster Kill Pussycat
- Roll Deep — Badman

2007
- Beyoncé avec Shakira — Beautiful Liar

2008
- Leona Lewis — Run
- Beyoncé — Single Ladies (Put a Ring on It)
- Beyoncé — If I Were a Boy
- James Blunt — Carry You Home

2009
- Britney Spears — If U Seek Amy
- Shakira — She Wolf / Loba
- Little Boots — New in Town
- Leona Lewis — Happy
- Pixie Lott — Cry Me Out
- Leona Lewis — I See You

2010
- Alicia Keys — Un-Thinkable (I'm Ready)
- Kanye West avec Jay-Z, Rick Ross, Nicki Minaj & Bon Iver — Monster
- Publicité Réflexion brillance de L'Oréal « Paris Glam », avec Cheryl Cole

2011
- Adele — Someone Like You

2013
- Beyoncé Knowles — Flawless, Partition (en) et Grown Woman

2014
- Lana Del Rey — Shades of Cool

2015
- Lana Del Rey — High By The Beach